# Emmanuel Nguyen Van Trieu
Emmanuel Nguyen Van Trieu, en vietnamien Emmanuel Nguyễn Văn Triệu (Hué, Tonkin en 1756 - Hué, Tonkin, 17 septembre 1798) est un prêtre vietnamien du XVIIIe siècle mort martyr au Tonkin (actuel Viêtnam). 

## Biographie
Né dans une famille tonkinoise convertie au catholicisme, son père est militaire, il choisit très jeune la carrière des armes et se met au service de Trinh Khai qu'il finit par quitter lorsque ce dernier et son armée sont défaits. Catholique il décide alors de se faire prêtre. Il est admis au Séminaire dans la ville de Trung Linh par Emmanuel Obelar. Ordonné prêtre il devient un fidèle collaborateur des M.E.P.
Sa vie prend alors un tournant dramatique lorsque le 7 août 1798, l'empereur Nguyễn Quang Toản devenu très hostile aux chrétiens publie un décret visant les missionnaires et prêtres catholiques. Emmanuel Nguyen Van Trieu est arrêté et condamné à mort. D'abord condamné à être écrasé sous les pieds des éléphants, il est décapité le 17 septembre 1798. 
En 1803, Jean de Labartette, l'évêque du lieu, originaire de Bayeux et appartenant aux Missions étrangères de Paris, récupéra la dépouille d'Emmanuel Nguyen Van Trieu et la plaça dans l'église de la paroisse de Duong Son. Par ailleurs le 21 juillet 1996, l'archevêque de Hué, Stephen Nguyen Nhu The, décida le transfert des restes du saint dans l'église de la paroisse de Tho Duc (ville natale de la mère d'Emmanuel Nguyen Van Trieu, où il avait été baptisé). Seule la tête du saint est désormais conservée dans l'église paroissiale de Duong Son, archidiocèse de Hué. 

## Vénération
Emmanuel Nguyen Van Trieu est béatifié en 1900 par le pape Léon XIII et canonisé par le pape Jean-Paul II le 19 juin 1988. Il fait partie de la liste des dits 117 martyrs de Viêtnam. Il est fêté le 17 septembre. 